# Breda Ba.82
Il Breda Ba.82 fu un bombardiere bimotore monoplano ad ala bassa sviluppato dalla divisione aeronautica dell'azienda italiana Società Italiana Ernesto Breda negli anni trenta e rimasto allo stadio di prototipo.

## Storia del progetto
Alla metà degli anni trenta l'ufficio tecnico della Breda cominciarono ad elaborare un progetto relativo ad un bombardiere medio destinato ad equipaggiare la Regia Aeronautica. Il progetto si concretizzò nel 1937 con la realizzazione del Ba.82, un bimotore dalle caratteristiche comparabili ai similari britannico Bristol Blenheim, al tedesco Dornier Do 17 ed al sovietico Tupolev SB-2.
Di aspetto convenzionale era di costruzione interamente metallica. La fusoliera presentava un imponente muso vetrato dove era alloggiata una delle tre torrette difensive dotata di mitragliatrici Breda-SAFAT da 7,7 mm, una cabina di pilotaggio rialzata, e terminava in un piano di coda dall'impennaggio bideriva. L'ala bassa alloggiava i due motori radiali Fiat A.80 RC.41 dalla potenza di 1.030 CV (758 kW) cadauno in due gondole, le quali accoglievano il carrello d'atterraggio anteriore retrattile, completato da un ruotino d'appoggio posteriore.
Il prototipo compì il primo volo durante l'estate del 1937, e pur presentando diversi problemi legati all'aerodinamica del muso ed alla messa a punto dei motori il Ministero dell'aeronautica era disposto a commissionarne una piccola serie sempre che se ne fossero risolti i difetti iniziali. Lo sviluppo quindi continuò fino al 1939 senza riuscire a risolvere i problemi ai motori, quando venne deciso di abbandonare il progetto, già superato all'inizio dello sviluppo, in quanto le prestazioni di velocità, autonomia e capacità di carico bellico risultavano ancora al disotto delle aspettative minime. A quella data gli erano già stati preferiti i bombardieri trimotori realizzati dalla Savoia-Marchetti.